# Mayo Biridji
Mayo Biridji est un village du Cameroun situé dans le département de la Bénoué et la région du Nord. Il fait partie de la commune de Bibémi.

## Population
Selon le Plan Communal de Développement de Bibémi daté de Mai 2014, la localité comptait 612 habitants. Le nombre d’habitants était de 548 d’après le recensement de 2005.